# Анабас
Анабас, или рыба-ползун (лат. Anabas testudineus) — вид лучепёрых рыб из семейства ползуновых (Anabantidae).

## Строение и образ жизни
Максимальная длина тела 25 см, пресноводные рыбы, внешне похожие на окуней. Обитают в Южной и Юго-Восточной Азии (Индия, Мьянма, Таиланд, Индонезия, Филиппины). Окраска тела буровато-зелёная, брюхо желтоватое. Благодаря специальному наджаберному органу (лабиринт), служащему для дыхания атмосферным воздухом, может долго (до нескольких суток) оставаться вне воды. Нередко выползает на берег и даже залезает на деревья, пользуясь для передвижения плавниками. Делает это в поисках более подходящего места обитания. Так осуществляются и массовые переселения из высыхающих водоёмов в новые.

## Иллюстрации
- Рыба-ползун на берегу водоёма